# Notodoris serenae
Notodoris serenae is een slakkensoort uit de familie van de Aegiridae. De wetenschappelijke naam van de soort is voor het eerst geldig gepubliceerd in 1997 door Gosliner & Behrens.